# Dicranotropis ibadanensis
Dicranotropis ibadanensis är en insektsart som först beskrevs av Frederick Arthur Godfrey Muir 1920.  Dicranotropis ibadanensis ingår i släktet Dicranotropis och familjen sporrstritar. Inga underarter finns listade i Catalogue of Life.